# Axel Eggebrecht
Pour les articles homonymes, voir Eggebrecht.
Axel Constantin August Eggebrecht, né le 10 janvier 1899 à Leipzig et mort le 14 juillet 1991 à Hambourg, était un journaliste, écrivain et scénariste allemand.

## Biographie

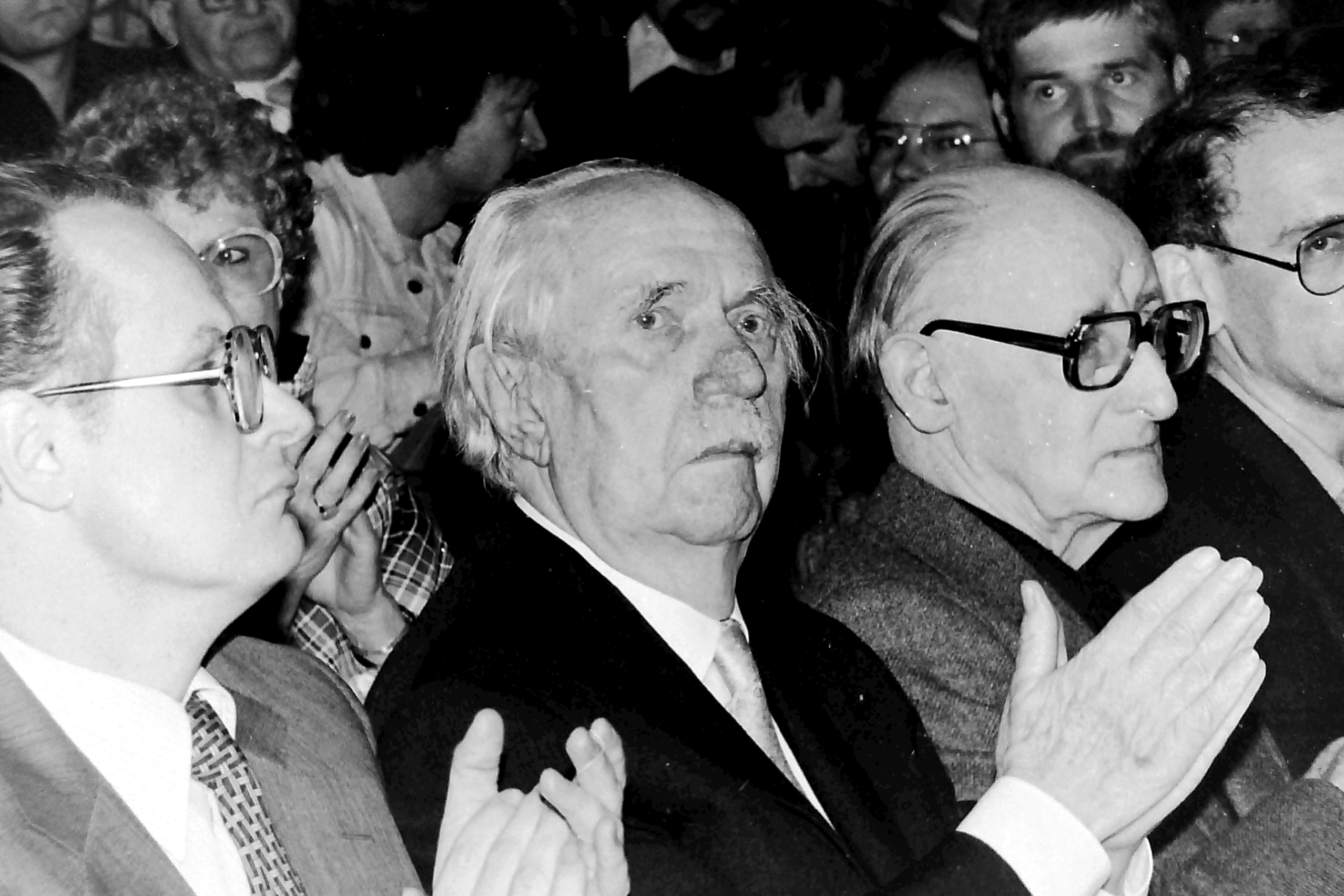
Axel Eggebrecht en 1979 lors de la remise de la Médaille Carl von Ossietzky.

Axel Eggebrecht a grandi dans un environnement bourgeois à Leipzig jusqu'en 1917, date à laquelle il s'est porté volontaire pour servir pendant la Première Guerre mondiale où il a reçu une grave blessure dont il continuera à ressentir les effets toute sa vie.
Indécis politiquement, il oscille entre droite et gauche. Après la Grande guerre, il devint membre d'organisations nationalistes. De 1920 à 1925, il est membre du KPD (Parti communiste d'Allemagne). Il voyage deux fois en Union soviétique en 1923 et 1924, mais il revient à Berlin déçu par le bolchevisme.
En 1925, il commença son travail avec Die Weltbühne de Siegfried Jacobsohn. En parallèle, il écrivit également pour la "Literarische Welt". À Berlin, il était l'un des habitants du quartier artistique et intellectuel Künstlerkolonie de Berlin, un complexe de logements dans le sud-est de Berlin construit dans le but de fournir aux écrivains et artistes financièrement précaires un logement abordable.
En 1933, il est emprisonné pendant plusieurs mois au camp de concentration de Hainewalde. Après sa libération, il a utilisé des pseudonymes pour gagner sa vie dans l'industrie cinématographique en tant que scénariste, Assistant réalisateur et critique de cinéma.
Après la fin de la Seconde Guerre mondiale, en juin 1945, il est amené par des officiers d'occupation britanniques sur l'ancien site de la station de radio gouvernementale. Là, en septembre 1945, il fut l'un des fondateurs de la  Nordwestdeutscher Rundfunk (Radio nord-ouest-allemande). En tant que journaliste, Axel Eggebrecht a été l'un des pionniers du documentaire radiophonique. De 1963 à 1965, il a rendu compte des procès d'Auschwitz à Francfort.
En 1965, il devient membre de l' association PEN International, en 1972 devient vice-président de la branche allemande.
En 1983, il reçoit le Prix Gerrit-Engelke, ancien prix de littérature décerné jusqu'en 2007 par la ville de Hanovre.
En 1989, il reçoit la médaille « Bürgermeister-Stolten-Medaille », la plus haute distinction décernée par la ville de Hambourg, ville où il mourut en 1991.

## Filmographie partielle
(liste non exhaustive)
- 1939 :  Bel-Ami de Willi Forst
- 1941 : Les Comédiens
- 1951 : L'Homme perdu
- 1954 : Rittmeister Wronski
- 1954 : Une histoire d'amour
- 1957 : Stresemann

## Récompenses et distinctions
- En 1979, il reçoit la médaille Carl von Ossietzky décernée par la Ligue internationale des droits de l'homme.
- En 2006, est créé le Prix Axel Eggebrecht offert par la Fondation des médias de la "Stadt und Kreissparkasse" de la ville de Leipzig, pour récompenser, chaque année, la meilleure émission radiophonique.

## Littérature en langue allemande
- Alexander Gallus, Heimat Weltbühne. Eine Intellektuellengeschichte im 20. Jahrhundert, éditions Wallstein Verlag, Göttingen, 2012  (ISBN 978-3-8353-1117-6).
- Uwe Herms und Joachim Fuhrmann, Lieber Axel Eggebrecht! Freunde und Kollegen zum 90. Geburtstag von Axel Eggebrecht, éditions Neue Presse, Hambourg, 1989.
- Ingrun Spazier, « Axel Eggebrecht – Autor », CineGraph – Lexikon zum deutschsprachigen Film, Lieferung 19, 1992.
- Kay Weniger, Das große Personenlexikon des Films, Schwarzkopf & Schwarzkopf, Berlin, 2001, 518 pages  (ISBN 3-89602-340-3).